# Mala Ostrna
Mala Ostrna je naselje u gradu Dugo Selo, u Zagrebačkoj županiji. Također poznato pod nazivom "Selo prvaka" zbog postignutog rezultata na vatrogasnom Državnom natjecanju.
Smješteno je 4 km jugoistočno od Dugog Sela na županijskoj cesti Dugo Selo - Mala Ostrna - Obedišće Ježevsko.

## Stanovništvo
Naselje je imalo 343 stanovnika po popisu stanovništva iz 2001., naselje je imalo 81 domaćinstvo po istom popisu.

Prema popisu stanovništva iz 2011. godine naselje je imalo 325 stanovnika.

Iako se Mala i Velika Ostrna u statistikama i u popisu naselja Republike Hrvatske prikazuju kao samostalna naselja, oba naselja funkcioniraju kao jedno i nazivaju se samo Ostrna. 
| broj stanovnika | 230   | 206   | 222   | 278   | 280   | 313   | 305   | 297   | 266   | 254   | 233   | 196   | 197   | 190   | 343   | 325   | 238   |
|                 | 1857. | 1869. | 1880. | 1890. | 1900. | 1910. | 1921. | 1931. | 1948. | 1953. | 1961. | 1971. | 1981. | 1991. | 2001. | 2011. | 2021. |